# ادلهدزدراف
ادلهدزدراف (به آلمانی: Adelheidsdorf) یک شهر در آلمان است.

## خصوصیات
ادلهدزدراف ۳۳٫۲۴ کیلومترمربع مساحت دارد ۴۱ متر بالاتر از سطح دریا واقع شده‌است.